# 'O prufessore/Chi se mette paura
'O prufessore/Chi se mette paura, pubblicato nel 1977, è un singolo del cantante italiano Mario Trevi.

## Storia
Il disco contiene due brani inediti di Mario Trevi. I brani rientrano nei generi cosiddetti di giacca e di cronaca, ritornati in voga a Napoli durante gli anni settanta, che faranno rinascere il genere teatrale della Sceneggiata. Nel 1977, scritta da Francesco Martinelli, Mario Trevi porterà in teatro la sceneggiata 'O prufessore, ispirata dal brano omonimo.

## Tracce
Lato A
- 'O prufessore (Romagnoli-Iglio)

Lato B
- Chi se mette paura (Aurino-Genta)

## Incisioni
Il singolo fu inciso su 45 giri, con marchio Presence (PLP 5102).
Direzione arrangiamenti: M° Tony Iglio.